# Жан Ко
Жан Ко (на френски: Jean Cau) е френски писател.

## Биография
Роден е на 8 юли 1925 г. в Брам, Франция, в семейство на фермери в Южна Франция. Изучава литература и философия в Париж. След дипломирането си става личен секретар на Жан-Пол Сартр (1946-1957) и в течение на десетилетие е въвлечен в кръга на парижките екзистенциалисти. Романът му „По божия милост“ получава наградата Гонкур в 1961 година. През следващите години възгледите му се преориентират на дясно. Освен за популярната преса, работи и за киното като се сближава с Ален Делон. Участва като сценарист в заснетия през 1970 година „Борсалино“.

## Творчество
- Le Fort intérieur, Gallimard (1948)
- Maria-nègre, Gallimard (1948)
- Le coup de barre, Gallimard (1950)
- Le tour d’un monde,Gallimard (1952)
- Les Paroissiens, Gallimard (1958)
- Mon village, Gallimard (1958)
- Vie et mort d’un toro brave (1961)
- La pitié de Dieu (1961) – награда „Гонкур“
- Les Parachutistes – Le maître du monde (1963)
- Le Meurtre d’un enfant (1965)
- Lettre ouverte aux têtes de chiens occidentaux (1967)
- „Un testament de Staline“ (1967)
- „Les yeux crevés“ (1968) – пиеса
- Le pape est mort (1968)
- Le spectre de l’amour (1968)
- L’agonie de la vieille (1969)
- Tropicanas, de la dictature et de la revolution sous les tropiques (1970)
- Les Entrailles du taureau (1971)
- Le temps des esclaves (1971)
- Les entrailles du taureau (1971)
- Ma misogynie (1972)
- Les écuries de l’occident – traité de morale (1973)
- La grande prostituée – traité de morale II (1974)
- Les Enfants (1975)
- Pourquoi la France (1975)
- Lettre ouverte à tout le monde (1976)
- Otages (1976)
- Une nuit à Saint-Germain des Près (1977)
- Discours de la décadence (1978)
- Une Passion Pour Che Guevara (1979)
- Nouvelles du paradis (1980)
- La Conquête de Zanzibar (1980)
- Le grand soleil (1981)
- La barbe et la rose (1982)
- Une rose à la mer (1983)
- Proust, le chat et moi (1984)
- Croquis de mémoire (1985)
- Fernando Botero, la corrida (2001)
- Monsieur de Quichotte (2005)

|  | Тази страница частично или изцяло представлява превод на страницата „Ко, Жан (писатель)“ в Уикипедия на руски. Оригиналният текст, както и този превод, са защитени от Лиценза „Криейтив Комънс – Признание – Споделяне на споделеното“, а за съдържание, създадено преди юни 2009 година – от Лиценза за свободна документация на ГНУ. Прегледайте историята на редакциите на оригиналната страница, както и на преводната страница, за да видите списъка на съавторите. ВАЖНО: Този шаблон се отнася единствено до авторските права върху съдържанието на статията. Добавянето му не отменя изискването да се посочват конкретни източници на твърденията, които да бъдат благонадеждни. |